# Younger Now
Albums de Miley Cyrus
Miley Cyrus & Her Dead Petz
(2015) Plastic Hearts
(2020)
Singles
1. Malibu
Sortie : 11 mai 2017
2. Younger Now
Sortie : 18 août 2017

Younger Now est le sixième album studio de la chanteuse américaine Miley Cyrus. Il est sorti le 29 septembre 2017 par RCA Records.
Cyrus programme la sortie de cet album après la sortie de son quatrième album pendant qu'elle produit son cinquième album expérimental Miley Cyrus & Her Dead Petz en 2015. Il est également influencé par ses relations personnelles et sa réconciliation avec son fiancé Liam Hemsworth en 2016. Younger Now est écrit et produit par Miley Cyrus et Oren Yoel, qui a déjà participé aux deux précédents albums de la chanteuse. Ne se préoccupant pas de la diffusion à la radio, elle veut ont abouti à un produit final « honnête » où Cyrus retourne « à ses racines ». La chanteuse Dolly Parton, marraine de Cyrus, participe à l'album.

## Contexte et développement
Après une pause de trois ans de musique, Cyrus sort en 2013 son quatrième album Bangerz. Elle travaille avec des producteurs non conventionnels pour attirer de nouveaux auditeurs et développe une image « provocatrice », réputée pour avoir relancé la carrière de Cyrus et en faire une icône de la musique pop,. Elle poursuit avec un album psychédélique Miley Cyrus & Her Dead Petz, qui sort gratuitement sur la plateforme SoundCloud en 2015. L'album est accueilli de façon mitigé. Cyrus est accusée d'appropriation culturelle par le fait de porter des dreadlocks au cours de la promotion de l'album. Cyrus fait son coming out pansexuel en 2015, presque un an après la création de la Happy Hippie Foundation en soutien aux sans-domicile fixe et jeunes LGBT,.
Cyrus devient coach dans l'émission The Voice en 2016. Elle fait campagne pour Hillary Clinton lors de la campagne présidentielle américaine de 2016, après avoir soutenu initialement Bernie Sanders. Cyrus fait part de sa tristesse par la perte de Clinton et par la forte division politique des États-Unis.

## Composition
Younger Now est considéré comme un album de musique country-pop et pop rock. Il est écrit par Miley Cyrus et Oren Yoel. Yoel avait déjà collaboré avec Cyrus sur la chanson Adore You de Bangerz en 2013.

## Pistes
Toutes les chansons sont écrites et composées par Miley Cyrus et Oren Yoel, avec Dolly Parton sur Rainbowland.
| 1.    | Younger Now                          | 4:08 |
| 2.    | Malibu                               | 3:51 |
| 3.    | Rainbowland (featuring Dolly Parton) | 4:25 |
| 4.    | Week Without You                     | 3:44 |
| 5.    | Miss You So Much                     | 4:53 |
| 6.    | I Would Die for You                  | 2:53 |
| 7.    | Thinkin'                             | 4:05 |
| 8.    | Bad Mood                             | 2:59 |
| 9.    | Love Someone                         | 3:19 |
| 10.   | She's Not Him                        | 3:33 |
| 11.   | Inspired                             | 3:21 |
| 41:11 |                                      |      |

## Classements
| Classement (2017)             | Meilleure position |
| ----------------------------- | ------------------ |
| Allemagne (Media Control AG)  | 16                 |
| Australie (ARIA)              | 2                  |
| Autriche (Ö3 Austria Top 40)  | 8                  |
| Belgique (Flandre Ultratop)   | 17                 |
| Belgique (Wallonie Ultratop)  | 21                 |
| Canada (Canadian Albums)      | 3                  |
| Danemark (Tracklisten)        | 25                 |
| Espagne (Promusicae)          | 1                  |
| États-Unis (Billboard 200)    | 5                  |
| France (SNEP)                 | 40                 |
| Hongrie (Mahasz)              | 35                 |
| Italie (FIMI)                 | 9                  |
| Norvège (VG-lista)            | 9                  |
| Nouvelle-Zélande (RIANZ)      | 4                  |
| Pays-Bas (Mega Album Top 100) | 11                 |
| Pologne (ZPAV)                | 19                 |
| Portugal (AFP)                | 6                  |
| Royaume-Uni (UK Albums Chart) | 8                  |
| Suède (Sverigetopplistan)     | 11                 |
| Suisse (Schweizer Hitparade)  | 11                 |
| Tchéquie (IFPI)               | 9                  |

## Certifications
| Pays              | Certification | Unités certifiées |
| ----------------- | ------------- | ----------------- |
| États-Unis (RIAA) | Or            | 500 000           |